# تحليل أساسي

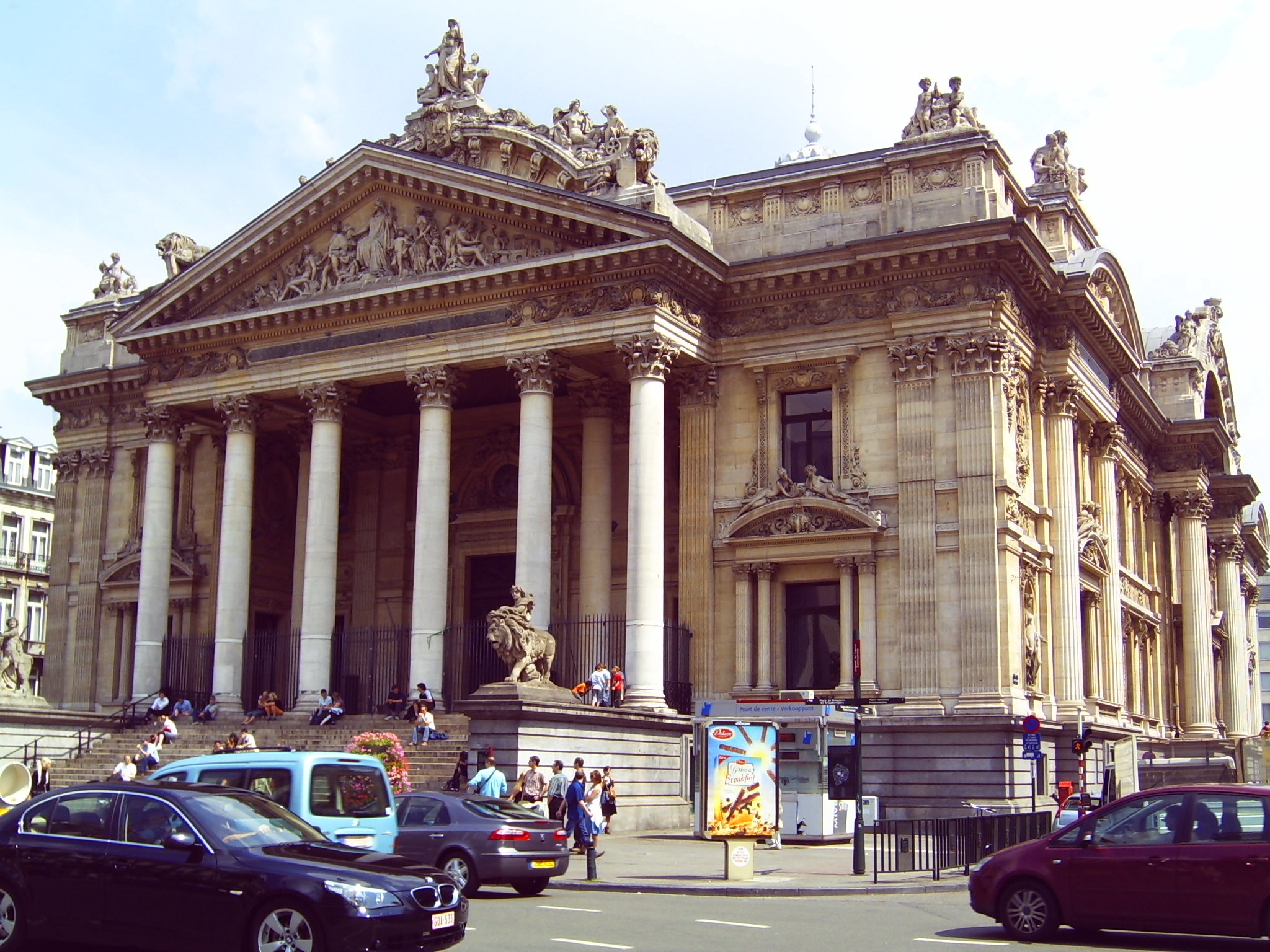

التحليل الأساسي (بالإنجليزية: Fundamental analysis)‏، في المحاسبة والمالية، هو تحليل البيان المالي للمشروع التجاري (ويشمل عادة تحليل أصول المشروع والتزاماته وإيراداته المكتسبة) وتقييم المشروع والمنافسين والسوق. يأخذ التحليل أيضًا الحالة الكلية للاقتصاد، وعوامل مؤثرة تشمل معدلات الفائدة والإنتاج والإيرادات والتوظيف والناتج المحلي الإجمالي والإسكان والتصنيع والإدارة. يُستخدم مسلكان أساسيان في التحليل: التحليل التصاعدي والتحليل التنازلي. يُستخدم المصطلحان السابقان للتفريق بين التحليل الأساسي وأنواع أخرى من التحليل المالي، كالتحليل الكمي والتحليل الفني.
يُجرى التحليل الأساسي على البيانات الحالية والماضية بهدف التنبؤ المالي، هناك أهداف أخرى عديدة للتحليل الأساسي:
- إجراء تقييم لأسهم الشركة العادية وتوقع تطور السعر المحتمل.
- إجراء إسقاط على الأداء التجاري للشركة
- تقييم إدارة الشركة واتخاذ القرارات التجارية الداخلية و/أو حساب مخاطر الائتمان
- معرفة القيمة الجوهرية للسهم

## نموذجا التحليل الأساسي
يعتمد المستثمرون على منهجيتين رئيسيتين عند إجراء التحليل بهدف تحديد الأسهم التي يجب شراؤها وبأي ثمن:
1.    التحليل الأساسي: يرى المحللون أن السوق قد تسعّر الورقة المالية بصورة غير صحيحة على المدى القصير، لكن سعر الأسهم يصل إلى مستواه «الصحيح» في نهاية المطاف. تُحقق الأرباح عبر شراء الورقة المالية المُسعرة وفق التسعير الخاطئ، ثم الانتظار حتى تدرك السوق «خطأها» وتُعيد تسعير الورقة المالية.
2.    التحليل الفني: يهتم المحللون بالاتجاهات ومستويات الأسعار، ويعتقدون أن تغيّر الاتجاهات يؤكد تغيّرات اتجاهات المستثمرين. قد تنشأ أنماط واضحة من مخططات الأسعار جراء استجابات المستثمرين العاطفية لحركة الأسعار. يقيّم التحليل الفني، بشكل رئيس، الاتجاهات والتصنيفات السابقة للتنبؤ بحركة الأسعار في المستقبل.
يلجأ المستثمرون إلى هذين المنهجين المتكاملين، أو أحدهما، لاختيار الأسهم. فعلى سبيل المثال، يستخدم العديد من المستثمرين الأساسيين المؤشرات الفنية لتحديد نقاط الدخول والخروج المناسبة. وعلى نفس الشاكلة، يعتمد قسم كبيرٌ من المؤشرات الفنية على المؤشرات الأساسية لتحديد خيارات الأسهم المتاحة والاكتفاء بأسهم الشركات «الجيدة».
ينبثق خيار تحليل الأسهم من إيمان المستثمر بالنماذج المختلفة لـ «كيفية عمل سوق الأسهم». للحصول على شروحات عن تلك النماذج، اقرأ النقاشات المتعلقة بفرضيّة كفاءة السوق وفرضيّة السير العشوائي ونموذج تقييم الأصول الرأسمالية ونموذج فيد ونظرية تقييم حقوق الملكية وتقييم الأسهم القائم على السوق ودراسة سلوك الأسواق المالية.
يشمل التحليل الأساسي:
1.    التحليل الاقتصادي
2.    تحليل الصناعة
3.    تحليل الشركة
تُحدد القيمة الجوهرية للأسهم وفق التحليلات الثلاث السابقة. وتُعد القيمة الجوهرية بمثابة القيمة الحقيقية للسهم. يُنصح بشراء السهم إذا كانت قيمته الجوهرية أعلى من سعر السوق، بينما يُفضل الاحتفاظ بالسهم إذا كانت قيمته مساوية لسعر السوق. أما إذا كانت القيمة أقل، فعلى المستثمر بيع الأسهم.

## استخدام التحليل وفق أنواع المحافظ الاستثمارية
يستخدم المستثمرون التحليل الأساسي وفق أنواع مختلفة من أساليب إدارة المحفظة المالية.
- إستراتيجية الشراء والاحتفاظ (استثمار طويل الأجل): يرى المستثمرون أن التمسك بالأعمال التجارية الجيدة يساهم في نمو أصول المستثمر تزامنًا مع نمو المشروع التجاري. يسمح التحليل الأساسي لهؤلاء المستثمرين بالعثور على الشركات «الجيدة»، وبالتالي تقليل مخاطر الانهيار واحتمال وقوعه.
- نموذج استثمار القيمة: يحصر المستثمرون اهتمامهم بالشركات المقدرة بقيمة أقل من قيمتها الحقيقية، من مبدأ أن الأسهم الرخيصة لن تؤدي إلى خسارة. يحصل المستثمرون على القيم التي يتبعونها من خلال التحليل الأساسي.
- يستخدم المديرون التحليل الأساسي أحيانًا للحصول على تقييم صحيح للشركات «الجيدة» و«السيئة».
- يأخذ المديرون أحيانًا بالدورة الاقتصادية بهدف تحديد الفترة التي تكون فيها الظروف «مواتية» لشراء الشركات الملائمة وفق التحليل الأساسي.
- إستراتيجية الاستثمار بالاتجاه المعاكس: يرى المستثمرون أن «السوق بمثابة آلة اقتراع، على المدى القصير، وليست آلة وزن». يسمح التحليل الأساسي للمستثمر باختيار قراره المناسب تجاه القيمة، متجاهلًا آراء السوق.[4]
- يلجأ المديرون إلى التحليل الأساسي لتحديد معدلات النمو المستقبلية عند شراء أسهم متنامية السعر مُسعّرة بقيمة مرتفعة.
- قد يدرج المديرون العوامل الأساسية إلى جانب العوامل الفنية عند الأخذ بالنماذج الحاسوبية (التحليل الكمي).

## مراحل التحليل الأساسي
1. تحليل الاقتصاد الكلي (العملات، السلع، المؤشرات الاقتصادية).
2. تحليل قطاع الصناعة (الشركات)
3. تحليل ظروف وأوضاع الشركة (الشركات).
4. التحليل المالي للشركة (الشركات).
5. التقدير ويتم اتباع الخطوات أعلاه عندما يقوم المستثمرون بتحليل الشركات.